# Laurence BonJour
Laurence BonJour (né le 31 août 1943) est un philosophe américain, professeur émérite à l'université de Washington.

### Livres
- The Structure of Empirical Knowledge.  (Cambridge, MA: Harvard University Press, 1985), pp. xiii, 258.
- In Defense of Pure Reason.  (London: Cambridge University Press, 1998), pp. xiv, 232.
- Epistemology: Classic Problems and Contemporary Responses.  (Lanham, MD: Rowman & Littlefield, 2002), pp. viii, 283.
- Epistemic Justification: Internalism vs. Externalism, Foundations vs. Virtues (en collaboration avec Ernest Sosa).  (Oxford: Blackwell, 2003), pp. vii, 240.
- Philosophical Problems: An Annotated Anthology (édité en collaboration avec Ann Baker). (New York: Longman, 2005), pp. xvi, 876.

### Articles
- Sellars on Truth and Picturing, International Philosophical Quarterly, vol. 13 (1973), p. 243–65.
- Rescher's Idealistic Pragmatism, The Review of Metaphysics, vol. 29 (1976), p. 702–26.
- Determinism, Libertarianism, and Agent Causation, The Southern Journal of Philosophy, vol. 14 (1976), p. 145–56.
- The Coherence Theory of Empirical Knowledge, Philosophical Studies, vol. 30 (1976), p. 281–312; reprinted in Paul Moser (ed.) Empirical Knowledge (Rowman & Littlefield, 1986), in Louis Pojman (ed.), The Theory of Knowledge (Belmont, California: Wadsworth, 1993), and in Michael Goodman and Robert A. Snyder (eds.) Contemporary Readings in Epistemology (Prentice-Hall, 1993).
- Can Empirical Knowledge Have a Foundation? American Philosophical Quarterly, vol. 15 (1978), p. 1–14; reprinted in Paul Moser (ed.), Empirical Knowledge (Totowa, N. J.: Rowman & Littlefield, 1986) and in Louis Pojman (ed.), The Theory of Knowledge (Belmont, California: Wadsworth, 1993).
- Rescher's Philosophical System, in E. Sosa (ed.), The Philosophy of Nicholas Rescher (Dordrecht, the Netherlands: D. Reidel, 1979), p. 157–72.
- Externalist Theories of Empirical Knowledge, Midwest Studies in Philosophy, vol. 5 (1980), p. 53–73.
- Reply to Christlieb, The Southern Journal of Philosophy, vol. 24 (1986), p. 415–29.
- A Reconsideration of the Problem of Induction, Philosophical Topics, vol. 14 (1986), p. 93–124.
- Nozick, Externalism, and Skepticism, in S. Luper-Foy (ed.), The Possibility of Knowledge: Nozick and His Critics (Totowa, N. J.: Rowman & Littlefield, 1987), p. 297–313.
- Reply to Steup, Philosophical Studies, vol.
- Reply to Moser, Analysis, vol. 48 (1988), p. 164–65.
- Replies and Clarifications, in J. W. Bender (ed.), The Current State of the Coherence Theory: Essays on the Epistemic Theories of Keith Lehrer et Laurence BonJour (Dordrecht, Holland: Kluwer, 1989), p. 276–92.
- Reply to Solomon, Philosophy and Phenomenological Research.
- Is Thought a Symbolic Process? Synthese, vol. 89 (1991), p. 331–52.
- A Rationalist Manifesto, Canadian Journal of Philosophy Supplementary Volume 18 (1992), p. 53–88.
- Fumerton on Coherence Theories, Journal of Philosophical Research, vol. 19 (1994), p. 104–108.
- Against Naturalized Epistemology, Midwest Studies in Philosophy, vol. 19 (1994), p. 283–300.
- Sosa on Knowledge, Justification, and 'Aptness, Philosophical Studies, vol. 78 (1995), p. 207–220.
- Toward a Moderate Rationalism", Philosophical Topics, vol. 23 (1995), p. 47–78.
- Plantinga on Knowledge and Proper Function", in Jonathan Kvanvig (ed.), Warrant in Contemporary Epistemology ( Rowman & Littlefield, 1996), p. 47–71.
- Haack on Justification and Experience, Synthese.
- The Dialectic of Foundationalism and Coherentism, in the Blackwell Guide to Epistemology, ed. John Greco and Ernest Sosa, Blackwell.
- Toward a Defense of Empirical Foundationalism, in Michael DePaul (ed.), Resurrecting Old-Fashioned Foundationalism (Lanham, Maryland: Rowman & Littlefield, 2000).  With a reply to criticisms by John Pollock and Alvin Plantinga.
- Foundationalism and the External World, in James Tomberlin (ed.), Philosophical Perspectives, vol. 13 (2000).
- Critical study of Evan Fales, A Defense of the Given, Nous.
- The Indispensability of Internalism, Philosophical Topics.
- Internalism and Externalism, in the Oxford Handbook of Epistemology, ed. Paul Moser.
- Analytic Philosophy and the Nature of Thought (Unpublished)
- What is it Like to be a Human (Instead of a Bat)? (non publié)

### Articles pour encyclopédie et dictionnaires
- Externalism/Internalism et Problems of Induction", in E. Sosa & J. Dancy (eds.), A Companion To Epistemology (Oxford: Blackwell, 1992).
- A Priori/A Posteriori , Coherence Theory of Truth et Broad, Charlie Dunbar in The Cambridge Dictionary Of Philosophy, ed. Robert Audi, Cambridge University Press, 1995.
- Coherence Theory of  Truth and Knowledge, in the Routledge Encyclopedia of Philosophy.
- Epistemological Problems of Perception , in the on-line Stanford Encyclopedia of Philosophy.

### Comptes-rendus
- Of Gilbert Harman, Thought, Philosophical Review, vol. 84 (1975), p. 256–58.
- Of R. M. Dworkin (ed.), Philosophy of Law; and Kenneth Kipnis (ed.), Philosophical Issues in Law, Teaching Philosophy, vol. 2 (1977-78), p. 325–28.
- Of James Cornman, Skepticism, Justification, and Explanation, Philosophical Review, vol. 91 (1982), p. 612–15.
- Of D. J. O'Connor and Brian Carr, Introduction to the Theory of Knowledge, Teaching Philosophy, vol. 7 (1984), p. 64–66.
- Of Paul Ziff, Epistemic Analysis, Canadian Philosophical Reviews
- Of Lorraine Code, Epistemic Responsibility, Philosophical Review.
- Of Alan Goldman, Empirical Knowledge, Philosophy and Phenomenological Research.
- Of Robert Fogelin, Pyrrhonian Reflections on Knowledge and Justification, Times Literary Supplement.
- Of Michael DePaul and William Ramsey (eds.), Rethinking Intuition, British Journal for the Philosophy of Science.
- Of Paul Boghossian and Christopher Peacocke (eds.), New Essays on the A Priori, forthcoming in Mind.

## Source de la traduction
- (en) Cet article est partiellement ou en totalité issu de l’article de Wikipédia en anglais intitulé « Laurence BonJour » (voir la liste des auteurs).